# Chlorops strigula
Chlorops strigula är en tvåvingeart som först beskrevs av Fabricius 1794.  Chlorops strigula ingår i släktet Chlorops och familjen fritflugor.
Artens utbredningsområde är Frankrike. Inga underarter finns listade i Catalogue of Life.